# Angelo Frigerio
Angelo Frigerio es un deportista italiano que compitió en bobsleigh en las modalidades doble y cuádruple.
Ganó una medalla de plata en el Campeonato Mundial de Bobsleigh de 1963, y una medalla de bronce en el Campeonato Europeo de Bobsleigh de 1965.

## Palmarés internacional
| Campeonato Mundial | Campeonato Mundial         | Campeonato Mundial | Campeonato Mundial |
| Año                | Lugar                      | Medalla            | Prueba             |
| ------------------ | -------------------------- | ------------------ | ------------------ |
| 1963               | Igls (Austria)             | Medalla de plata   | Cuádruple          |
| Campeonato Europeo |                            |                    |                    |
| Año                | Lugar                      | Medalla            | Prueba             |
| 1965               | Cortina d'Ampezzo (Italia) | Medalla de bronce  | Doble              |